# Eximius Park
Eximius Park (do 2018 roku Kraków Business Park) – centrum biurowe położone tuż poza granicami administracyjnymi Krakowa, na terenie gminy Zabierzów, niedaleko lotniska Kraków-Balice i autostrady A4.
Spółka Kraków Business Park powstała w 1997 roku, a pierwszy biurowiec kompleksu, oznaczony numerem 100, oddano do użytku w 2002 roku. Kolejne dwa biurowce (o numerach 200 i 400) otwarto w 2007 roku, a ostatnie dwa (numery 800 i 1000) wybudowano do 2009 roku.
Budynek powstały jako pierwszy (pierwotnie oznaczony numerem 100) w 2006 roku stał się własnością spółki USS Fprop (1) Sp. z o.o. W 2014 roku spółka ta zmieniła nazwę budynku na Z1, podkreślając jego niezależność od pozostałych obiektów na terenie kompleksu.
Kompleks powstał przy ruchliwej linii kolejowej na trasie Katowice – Kraków. Spółka budująca kompleks sfinansowała budowę nowego przystanku kolejowego. Znajduje się on tuż przy centrum biurowym i ułatwia dojazd do niego zarówno pracownikom, jak i gościom. Przystanek został uruchomiony 15 lutego 2007 roku.
W 2017 roku nowym właścicielem Kraków Business Park (w skład którego wchodzą cztery biurowce oznaczone numerami 200, 400, 800 i 1000, o łącznej powierzchni użytkowej  około 50 tys. m²) stał się fundusz inwestycyjny First Property Group. W 2018 roku nowy zarządca zmienił nazwę kompleksu na Eximius Park. Po przejęciu przez nowego inwestora na terenie kompleksu powstały m.in. centrum sportowo-rekreacyjne, supermarket, przedszkole i żłobek.
W 2008 roku wybuchła afera finansowa związana z działalnością Kraków Business Park. Śledztwo trwało latami, a były prezes spółki wraz z kilkunastoma współpracownikami zostali oskarżeni o dokonanie nadużyć na ponad 100 mln zł na szkodę spółki Kraków Business Park oraz Skarbu Państwa. Sprawa była określana w mediach jako jedna z największych afer gospodarczych III RP.
W 2013 roku na terenie parku pracowało 6 tys. osób, a kompleks był jednym z najbardziej rozpoznawalnych centrów usług outsourcingowych na świecie. Biura w obiektach wynajmowane były m.in. przez takie korporacje jak Shell czy UBS.